# الحصرم الشامي: يوميات الدم والنار
الحصرم الشامي: يوميات الدم والنار مسلسل تلفزيوني درامي ملحمي سوري. أنتج عام 2008 من تأليف فؤاد حميرة، وإخراج سيف الدين سبيعي، وهو الجزء الثاني من مسلسل الحصرم الشامي.

## ملخص القصة
بعد مرور مائة عام على أحداث الجزء الأول، لم يتغير شيء مطلقًا في مدينة دمشق سواء من الناحية الاجتماعية أو الاقتصادية أو الفكرية وحتى السياسية، باستثناء بعض التغييرات البسيطة في أسماء المتنفذين وأصحاب السلطة. يبدأ السلطان محمود الثاني حركته النهضوية لإعادة ترميم مفاصل الدولة وهيكلة مؤسساتها على أسس عصرية مستعينًا بالصدر الأعظم سليم باشا.

## الممثلين والشخصيات
- عباس النوري / الجوربجي الداراني.
- فارس الحلو / الماوردي.
- نادين / رضية.
- مكسيم خليل / فياض.
- قيس الشيخ نجيب / شعلان.
- قمر خلف / صفية.
- أيمن رضا / ازمك.
- قصي خولي / فواز.
- خالد تاجا / أبو عيد.
- عبد المنعم عمايري / عبدو السروجي.
- فادي صبيح / موسى آغا.
- نضال سيجري / برهان.
- سوسن أرشيد / سكينة.
- شكران مرتجى / نظيرة.
- علي كريم / الزعفرانجي
- مانيا نبواني / غندورة.
- سوسن ميخائيل / جورية
- نسرين الحكيم / فوزية.
- كندة حنا / رقية.
- تولين البكري / فضة.
- إياد أبو الشامات / عباس.
- ميرنا شلفون / جومانة.
- عدنان أبو الشامات / القنصل الإنجليزي.
- لمى إبراهيم / كرجية.
- عامر سبيعي
- محمد خير الجراح / عبدو.
- نسيمة ضاهر / أم عيد.
- فؤاد حميرة / شلة.
- فوزي بشارة / أبو عيد.
- نبيل حلواني / حسن.
- هنوف خربطلي / هنية.
- حسن كركوكلي / أبو العينين.
- محمد خاوندي / أبو دعاس.
- عبد الرحمن قويدر.
- نوار بلبل / محروس.
- زينة ظروف /هدى.
- ياسر معلوف.
- عامر العلي.
- خليل حداد / سليمان باشا الفرنساوي.
- عبد القادر المنلا / شريف باشا.
- ضحى الدبس / أم عبد الوهاب.
- حسن عويتي / أحمد بيك.
- ناهد الحلبي / أم فواز.
- أمانة والي / أم شعلان.
- محمد مفتاح / محمد علي باشا.
- ماهر الصليبي / جاسم آغا العقيلي.
- رضوان عقيلي / سليم باشا.
- رنا الأبيض / وردة.
- نزار أبو حجر / المنادي.
- عمار حاج أحمد/ الشيخ عبد الرحمن.
- ورد صالح / موفق.
- رنا ريشة.
- يامن الحجلي.
- رنا كرم / حبق.

### ضيوف الشرف
- رفيق السبيعي.
- ناجي جبر / عقاب.
- نضال نجم / عزت.